# Luis Claramunt
Pour les articles homonymes, voir Claramunt.
Luis Claramunt, né le 19 août 1951 à Barcelone et mort le 18 décembre 2000 à Zarautz en Espagne, est un peintre espagnol.

## Biographie
Luis Claramunt est issu d'une famille de la classe moyenne barcelonaise dont le père est décorateur et la mère pianiste. En 1967, il quitte sa famille pour mener une vie de bohème — notamment auprès de la communauté gitane — et se consacrer à sa vocation de peintre. Il habite alors près de la Plaza Real de Barcelone et fréquente jusqu'en 1984 le milieu artistique de la ville. Il côtoiera notamment Miquel Barceló et Bruno Fonseca au début des années 1980. Ses travaux sont alors influencés par l'expressionnisme et sont principalement exposés à la galerie Dau al Set à Barcelone.
Luis Claramunt décide en 1984 de partir pour Madrid, puis pour Séville avant de retourner dans la capitale espagnole jusqu'à la fin de sa vie. Son travail qui devient alors plus analytique sera reconnu au niveau national et international.

## Expositions
- ARCO en 1984, 1986, 1987 et 1988.
- 1986 : Centre andalou d'art contemporain de Séville.
- 1989 : exposition collective à la Dumont Kunsthalle de Cologne.
- 1992 : entrée dans les collections du musée d'Art contemporain Tamayo de Mexico et du musée d'Art moderne de Bogota.